# Kassala
Kassala (arab. كسلا, it. Cassala) – miasto w północno-wschodnim Sudanie, w pobliżu granicy z Erytreą. Ośrodek handlowo-usługowy dla okolicznych regionów rolniczych (głównie bawełny, warzyw i owoców, oparta na sztucznym nawadnianiu) i rzemieślniczy (wyrób mieczy). Węzeł drogowy. Stolica stanu o tej samej nazwie.
Znajduje się tu Port lotniczy Kassala oraz uniwersytet University of Kassala.
Kassala powstała w 1834 jako garnizon wojsk egipskich. Od 1885 do 1894 zajmowali ją mahdyści, przez krótki okres (1940–1941) – Włosi. Kassala zbudowana jest nad sezonową rzeką Mareb. Ze stolicą Sudanu, Chartum, i z Port Sudan połączone jest drogą asfaltową, kolejową i połączeniami lotniczymi.

## Transport
Przez miasto przebiega linia kolejowa Port Sudan - Kassala. Linia nie jest aktualnie używana (2007). Jest to jedyna trasa w całym Sudanie która nie wpisuje się sieć koncentrycznych tras rozchodzących się od Chartumu (drogę od Chartumu do Port Sudan pociągi przemierzają krótszą trasą przez Atbarę).

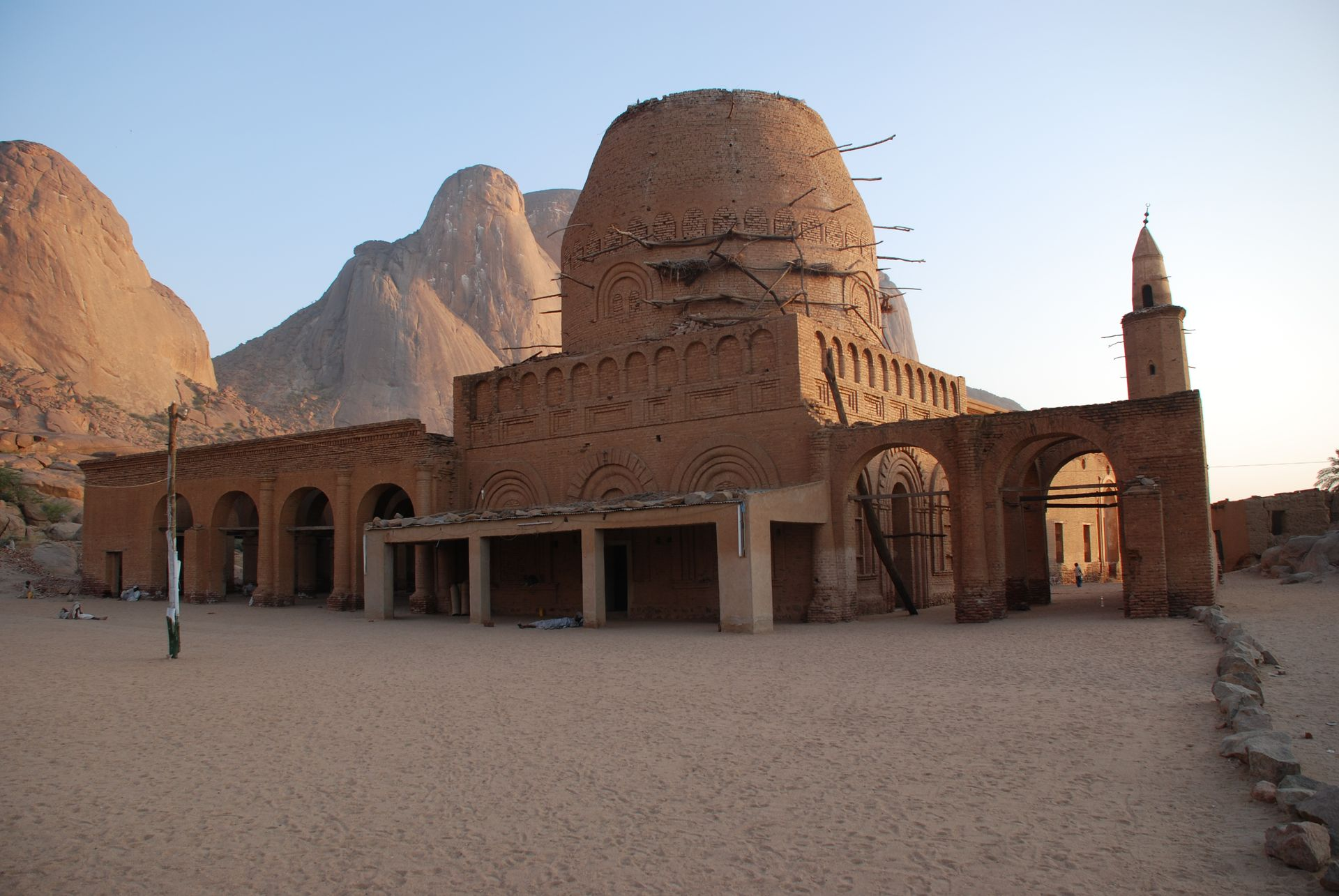
Grobowiec Khatmiyya Hasana

Więcej informacji: Kolej w Sudanie